# Will Friedle
William Alan "Will" Friedle (Hartford, Connecticut, 11 augustus 1976) is een Amerikaanse acteur en komiek. Hij is waarschijnlijk het meest bekend van zijn rol als Eric Matthews in de jeugdserie Boy Meets World (1993-2000).

## Biografie
Will is opgegroeid in Avon. Hij zou veel reizen naar New York voor audities en commercials. In 1997 had hij een relatie hij met actrice Jennifer Love Hewitt, die ook zijn tegenspeelster was in de film Trojan War. Meer recent heeft hij de stem gespeeld van animatiekarakters zoals Batman Beyond en Ron Stoppable in de tekenfilmserie Kim Possible. In 2004 speelde hij samen met Chris Owen (American Pie) in de film National Lampoon's Gold Diggers
(meer bekende titel: Lady Killers).
Wills beste vriend is acteur Jason Marsden.
Will was ook aanwezig op Marsdens huwelijk in oktober 2004.
De twee hebben ook samengespeeld in de producties Boy Meets World, Batman Beyond en Justice League Unlimited.
Friedle speelde de stem van Seifer Almasy in
een Engelse versie van het videospel Kingdom Hearts en speelde ook de stem van Jason Rogue in het videospel Rogue Galaxy.
op 4 juli 2004 heeft Will laten weten aan de pers van People Magazine dat hij heeft overwogen om te gaan studeren aan een koksschool.

## Filmografie
- Kim Possible: So the Drama (2005) (tv) (stem)
- Howl's Moving Castle (2004) (stem)
- Justice League Unlimited (2004) (televisieserie)
- Kim Possible: A Sitch in Time (2003) (stem)
- National Lampoon's Lady Killers (2003)
- Kim Possible (2002-) (televisieserie) (stem) van Ron Stoppable
- The Random Years (2002) (tv) als Alex Barnes
- Batman Beyond: Return of the Joker (2000) (televisiefilm) (stem) van Terry McGinnis / Batman
- Batman Beyond (1999 - 2001)(televisieserie) (stem) als Batman
- H.E. Double Hockley Sticks (1999) (film) als Griffilcon
- My Date With The President's Daughter (1998) (televisiefilm)
- Trojan War (1997)
- Boy Meets World (1993-2000) (televisieserie)
- Don't just sit there (1988) (televisieserie)

## Videogames
- Rogue Galaxy (2007) (videospel) (stem) als Jaster Rogue
- Kingdom Hearts II (2006) (videospel) (stem) als Seiffer Almasy
- Tony Hawk's American Wasteland (2005) (videospel) (stem)
- Advent Rising (2005) (videospel) (stem)
- Medal of Honor: Pacific Assaults (2004) (videospel) (stem)
- Jade Empire (2005) (videospel) (stem)